# Vera Nešić
Vera Nešić (serbisk kyrilliska: Вера Нешић), född 1960 i Kragujevac, död 10 januari 2011 i Belgrad, var en serbisk folksångerska. Hon var populär mellan år 1988 och 1992. Hennes sista album var Bolujem (Jag lider) som släpptes 2006 via Gold Production.
Hon dog i cancer den 10 januari 2011.

## Diskografi
- Potražićeš opet mene (1987)
- A gde smo ja i ti (1988)
- Planula je ljubav nova (1989)
- Ko rano rani (1991)
- Hrabim srce, preboleću (1993)
- Zvona zvone (1994)
- Tražim put ka sreći (1996)
- Kažite mu zore bele (1998)
- Hajde idi (2001)
- Bolujem (2006)